# Мазурий Сабин
Мазу́рий Саби́н (лат. (Gaius) Massurius Sabinus; умер после 54 года, Рим, Римская империя) — крупный древнеримский юрист времён правления императора Тиберия.

## Биография
Из его биографии известно лишь то, что он жил в большой бедности, к 50 годам достиг всаднического звания и получил ius respondendi от Тиберия; некоторые труды его написаны при Нероне.
Среди других римских юристов он занимает выдающееся место и считается главой школы, названной по его имени («сабинианцы»), хотя она основана Гаем Атеем Капитоном. Он в действительности был руководящим умом школы, сообщившим ей определённое направление в изучении и развитии римского права. В его главном труде — «Libri tres iuris civilis» — поставлены и разрешены в определённой системе, которая теперь восстановлена, основные вопросы гражданского права. Помпоний, Ульпиан и Павел писали к этому труду свои комментарии.
Количество трудов, связанных с именем Сабина (ad Sabinum, ex Sabino и т. д.), было настолько велико, что из них составлена особая группа (Сабинов массив) при составлении Дигест. Отрывки из них известны нам, впрочем, только в передаче его комментаторов, принятой в Дигесты.